# Santuario di Notre-Dame de Nouillan
Il santuario di Notre-Dame de Nouillan è un piccolo edificio religioso che sorge lungo la strada D142 nella frazione di Nouillan, a circa 1200 metri a ovest del comune di Montoussé, sul luogo ove sarebbe apparsa più volte la Vergine tra il 1848 e il 1849.

## Storia
Il piccolo santuario sorge sul luogo ove esistevano i ruderi di una precedente chiesa già dedicata alla Vergine, risalente almeno al XIV secolo e distrutta durante la Rivoluzione francese nel 1793. Si salvò la statua della Vergine che fu nascosta nella vicina chiesa di Montoussé.
Il luogo rimase abbandonato fino al 23 giugno 1848 quando la Madonna apparve, con le sembianze della statua scampata alla distruzione rivoluzionaria, prima a tre bambini e poi in più occasioni a diverse persone, fino al 1849.
A partire dal 1848 si riedificò la chiesa distrutta e una piccola cappella sul luogo delle apparizioni, ove è presente anche una fonte d'acqua ritenuta miracolosa.

## Descrizione
Il santuario è costituito da una chiesa di modeste dimensioni, consacrata nel 1856. L'edificio è a navata unica con pianta a croce latina e abside poligonale. Su un fianco si sviluppa il tozzo campanile, edificato nel 1931. A pochi metri di distanza, sul luogo preciso delle apparizioni, sorge una piccola cappella campestre, affiancata dalla fontana "miracolosa".